# Lista państw świata w 1957
1958 - 1957 - 1956

## Państwa świata

### A
- Afganistan – Królestwo Afganistanu
- Albania – Ludowa Republika Albanii
- Andora – Księstwo Andory
- Arabia Saudyjska – Królestwo Arabii Saudyjskiej
- Argentyna – Republika Argentyńska
- Australia – Związek Australijski
- Austria – Republika Austrii

### B
- Belgia – Królestwo Belgii
- Bhutan – Królestwo Bhutanu
- Birma – Związek Birmański
- Boliwia – Republika Boliwii
- Brazylia – Republika Stanów Zjednoczonych Brazylii
- Bułgaria – Ludowa Republika Bułgarii

### C
- Cejlon – Dominium Cejlonu
- Chile – Republika Chile
- Chiny – Chińska Republika Ludowa
- Czechosłowacja – Republika Czechosłowacka

### D
- Dania – Królestwo Danii
- Dominikana – Republika Dominikańska

### E
- Ekwador – Republika Ekwadoru
- Egipt – Republika Egiptu
- Etiopia – Cesarstwo Etiopii

### F
- Filipiny – Republika Filipin
- Finlandia – Republika Finlandii
- Francja – Republika Francuska

### G
- Ghana (od 6 marca)
- Grecja – Królestwo Grecji
- Gwatemala – Republika Gwatemali

### H
- Haiti – Republika Haiti
- Holandia – Królestwo Niderlandów
- Honduras – Republika Hondurasu
- Hiszpania – Państwo Hiszpańskie

### I
- Islandia – Republika Islandii
- Indie – Republika Indii
- Indonezja – Republika Indonezji
- Iran – Cesarstwo Iranu
- Irak – Królestwo Iraku
- Irlandia
- Izrael – Państwo Izrael

### J
- Japonia
- Jemen – Królestwo Jemenu
- Jordania – Jordańskie Królestwo Haszymidzkie
- Jugosławia – Socjalistyczna Federacyjna Republika Jugosławii

### K
- Kambodża – Królestwo Kambodży
- Kanada – Dominium Kanady
- Kolumbia – Republika Kolumbii
- Kostaryka – Republika Kostaryki
- Kuba – Republika Kuby
- Korea Południowa – Republika Korei
- Korea Północna – Koreańska Republika Ludowo-Demokratyczna

### L
- Laos – Królestwo Laosu
- Liban – Republika Libańska
- Liberia – Republika Liberii
- Libia – Zjednoczone Królestwo Libijskie
- Liechtenstein – Księstwo Liechtensteinu
- Luksemburg – Wielkie Księstwo Luksemburga

### M
- Malaje – Fedaracja Malajów (od 31 sierpnia)
- Meksyk – Stany Zjednoczone Meksyku
- Monako – Księstwo Monako
- Mongolia – Mongolska Republika Ludowa
- Maroko – Królestwo Marokańskie

### N
- Nepal – Królestwo Nepalu
- Nikaragua – Republika Nikaragui
- Norwegia – Królestwo Norwegii
- Nowa Zelandia
- NRD – Niemiecka Republika Demokratyczna

### P
- Pakistan – Islamska Republika Pakistanu
- Panama – Republika Panamy
- Paragwaj – Republika Paragwaju
- Peru – Republika Peru
- Polska – Polska Rzeczpospolita Ludowa
- Portugalia – Republika Portugalska

### R
- RFN – Republika Federalna Niemiec
- Rumunia – Rumuńska Republika Ludowa

### S
- Salwador – Republika Salwadoru
- San Marino – Republika San Marino
- Stany Zjednoczone – Stany Zjednoczone Ameryki
- Sudan – Republika Sudanu
- Szwecja – Królestwo Szwecji
- Szwajcaria – Konfederacja Szwajcarska
- Syria – Republika Syryjska

### T
- Tajlandia – Królestwo Tajlandii
- Tajwan – Republika Chińska
- Tunezja – Królestwo Tunezyjskie (do 25 lipca), Republika Tunezyjska (od 25 lipca)
- Turcja – Republika Turcji

### U
- Urugwaj – Wschodnia Republika Urugwaju

### W
- Watykan – Państwo Watykańskie
- Wenezuela – Stany Zjednoczone Wenezueli
- Węgry – Węgierska Republika Ludowa
- Wielka Brytania – Zjednoczone Królestwo Wielkiej Brytanii i Irlandii Północnej
- Wietnam Południowy – Republika Wietnamu
- Wietnam Północny – Demokratyczna Republika Wietnamu
- Włochy – Republika Włoska

### Z
- Południowa Afryka
- ZSRR – Związek Socjalistycznych Republik Radzieckich